# زویرات
زویرات (به عربی: الزویرات) بزرگ‌ترین شهر در شمال موریتانی و مرکز استان تیرس زمور این کشور است. زویرات ۴۴٬۶۴۹ نفر جمعیت دارد و ۳۸۰ متر بالاتر از سطح دریا واقع شده‌است.